# Harder (type reddingboot KNRM)

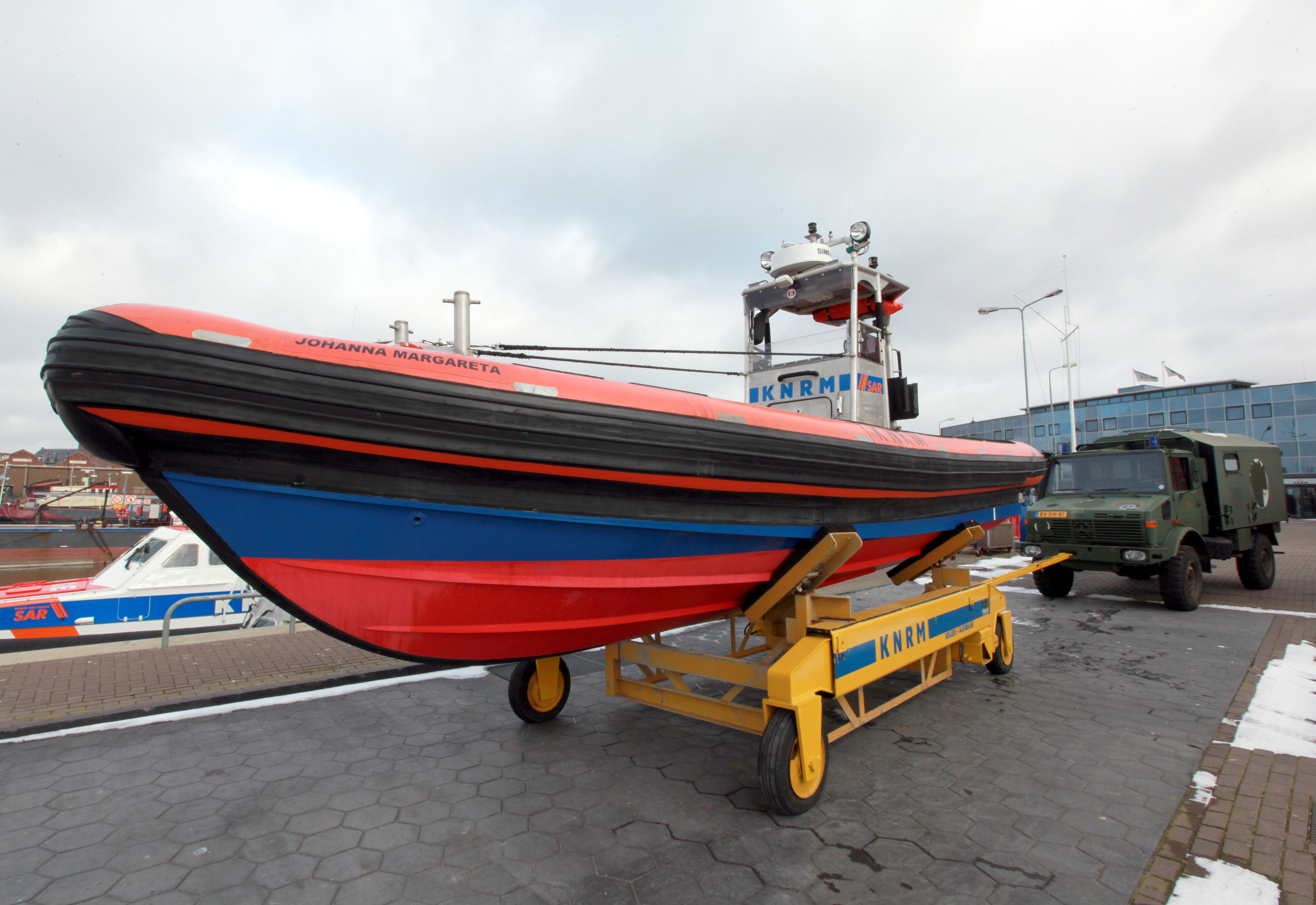
«Johanna Margareta» in Den Oever

De Harder is een zogenaamde RIB-reddingboot van de Koninklijke Nederlandse Redding Maatschappij (KNRM). De Harder-klasse is een RIB zonder gesloten stuurhuis, vergelijkbaar met de  Antje-klasse.

## Specificaties
| Lengte             | 9,0 meter  |
| Breedte            | 2,9 meter  |
| Diepgang           | 0,5 meter  |
| Vermogen           | 2 * 250 pk |
| Snelheid           | 34 knopen  |
| Gereddencapaciteit | 20         |
| Bemanning          | 3          |

## Boten in de serie
| Naam              | Thuishaven | Jaar indienststelling |
| ----------------- | ---------- | --------------------- |
| Harder            | Reserve    | 1987                  |
| Johanna Margareta | Den Oever  | 2003                  |
| DRB49             | Dordrecht  | 2005                  |

De drie schepen zijn geen zusterschepen en zijn onderling heel verschillend.

Antje · Arie Visser · Atlantic · Avon · Float · Harder · Johannes Frederik · Nikolaas · Valentijn